# Ayapango

Municipalité du Ayapango.

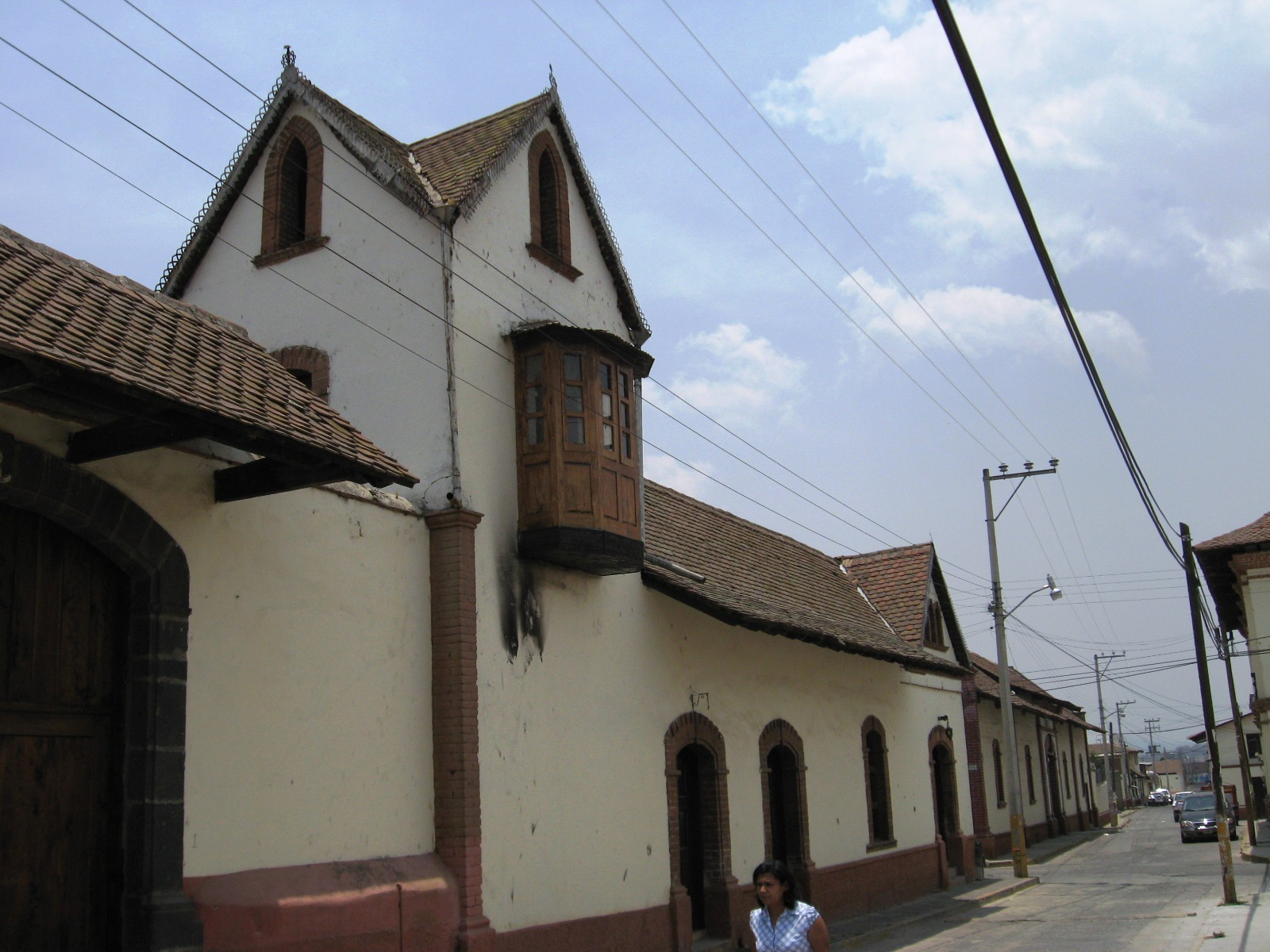

Ayapango (mot d'origine nahuatl) est l'une de 125 municipalités de l'État de Mexico au Mexique. Ayapango confine au nord à Amecameca, à l'ouest à Otumba, au sud à Juchitepec et à l'est à Ecatzingo. Son chef-lieu est Ayapango qui compte 15 000 habitants.